# Femke Vincke
Femke Vincke is een personage uit de Vlaamse ziekenhuisserie Spoed dat werd gespeeld door Amaryllis Temmerman. Ze was een vast personage van 2007 tot 2008.

## Personage
Vincke wordt in seizoen 10 aangenomen als verpleegster na het vertrek van Lies Weemaes. Ze is in de eerste plaats verpleegster, maar is daarnaast ook MUG-ambulancier. Dit maakt haar een echte aanwinst voor de dienst.
Haar collega's weten in het begin niet veel over haar, behalve dat ze getrouwd is en elke dag even naar haar "schat" belt om de avond te overlopen. Ze is perfect gelukkig en haar motto is "leven en laten leven". Ze is recht voor de raap en laat zich niet intimideren door het mannen-onder-ons-sfeertje op de spoedafdeling.
Later blijkt dat ze lesbisch is. Haar partner waarover zo vaak geroddeld werd is dus een vrouw. Haar geluk blijft niet duren: haar vrouw gaat er in seizoen 11 vandoor met een man. Dan wordt ze verliefd op stagiair-dokter Jana Stevens en probeert haar te verleiden, maar nadat ze met elkaar naar bed zijn geweest, besluit Jana dat ze toch liever gewoon vriendinnen wil blijven.
Wanneer haar moeder Leonie plots een hersenbloeding krijgt en blijkt dat ze nooit meer volledig zal herstellen, zit Femkes vader Louis met de handen in het haar. Leonie hielp hem immers jaren met de boekhouding van hun garage. Hij vraagt aan Femke om haar job in het ziekenhuis op te geven, om hem in de garage te komen helpen. Zo niet, zal hij het bedrijfje moeten sluiten. Uiteindelijk vinden ze toch nog een oplossing voor het probleem en blijft Femke gewoon op de spoeddienst werken.

## Familie
- Leonie Vincke (moeder)
- Louis Vincke (vader)